# César Évora
César Évora Díaz, né à La Havane, Cuba le 4 novembre 1956, est un acteur cubain.

## Biographie
Évora a commencé sa carrière à Cuba où il est né en apparaissant dans plus de dix films avant d'aller s'installer à Mexico au début des années 1990. Il s'est fait connaître en jouant des rôles secondaires dans Corazón salvaje et par le long métrage Agujetas de color de rosa en 1993 et 1994, respectivement. En 1995 Évora joue son premier grand rôle en donnant la réplique à Daniela Romo dans Si Dios Me Quita La Vida.
En tenant les rôles principaux dans Luz Clarita, Gente bien et en particulier El privilegio de amar  Évora se positionne  ‘’Entre el amor y el odio  bientôt comme l'un des hommes les plus populaires dans le monde artistique. Il maintient un haut niveau de performance dans des productions à succès telles que La Madrastra, La esposa virgen, et Mundo de Fieras. Il a joué dans les telenovelas Al diablo con los guapos, En nombre del amor, Triunfo del Amor, Amor Bravío. Il a été la vedette comme antagoniste dans la telenovela de Salvador Mejía La tempestad. De plus, il a fait une apparition spéciale dans la  telenovela de Nathalie Lartilleux: Corazón indomable.
Évora a acquis la nationalité mexicaine en 1999.

## Filmographie

### Films
| Année | Titre                |
| ----- | -------------------- |
| 1982  | Cecilia              |
| 1983  | Amada                |
| 1984  | Habanera             |
| 1985  | Una Novia Para David |
| 1986  | Un Hombre de éxito   |
| 1986  | Capablanca           |
| 1989  | Barrio Negro         |
| 1989  | La Bella de Alhambra |
| 1991  | Gertrudis            |
| 2010  | Trópico de Sangre    |

### Telenovelas
| Année             | Titre                                           | Rôle                                       | Notes                    |
| ----------------- | ----------------------------------------------- | ------------------------------------------ | ------------------------ |
| 1993-1994         | Corazón salvaje                                 | Juez Marcelo Vargas                        | Antagoniste              |
| 1994              | Agujetas de color de rosa                       | Don Esteban Armendares                     | Apparence Spéciale       |
| 1995              | Si Dios Me Quita La Vida                        | Don Tonio Foscari                          | Protagoniste             |
| 1996              | Cañaveral de pasiones                           | Don Amador Montero                         | Apparence Spéciale       |
| 1996-1997         | Luz Clarita                                     | Don Mariano De La Fuente                   | Protagoniste             |
| 1997              | Gente bien                                      | Don Jaime Dumas                            | Antagoniste Principal    |
| 1998-1999         | El privilegio de amar                           | Padre Juan Velarde                         | Co-Protagoniste          |
| 1999-2000         | Laberintos de pasión                            | Don Gabriel Sánchez                        | Protagoniste             |
| 2000-2001         | Abrázame Muy Fuerte                             | Don Federico Rivero                        | Antagoniste principal    |
| 2001-2002         | El manantial                                    | Don Rigoberto Valdéz                       | Apparence Spéciale       |
| 2002              | Entre el amor y el odio                         | Don Octavio Villarreal                     | Protagoniste             |
| 2002-2003         | Así son ellas                                   | Don Luis Ávila                             | Apparence spéciale       |
| 2003-2004         | Mariana de la noche                             | Don Atilio Montenegro                      | Antagoniste              |
| 2005              | La Madrastra                                    | licenciado Esteban San Román               | Protagoniste             |
| 2005              | La esposa virgen                                | Don Edmundo Serenata                       | Co-Protagoniste          |
| 2006-2007         | Mundo de Fieras (en)                            | Don Demian Cervantes/Don Gabriel Cervantes | Antagoniste/Protagoniste |
| 2007              | Amor sin maquillaje                             | Don Pedro Ríos                             | Co-Protagoniste          |
| 2007-2008         | Yo amo a Juan Querendón                         | Don Samuel Cachón                          | Apparence Spéciale       |
| 2007-2008         | Al diablo con los guapos                        | Don Constancio Belmonte Lascuraín          | Antagoniste Principal    |
| 2008-2009         | En nombre del amor                              | Don Eugenio Lizardi                        | Co-Protagoniste          |
| 2010-2011         | Llena de amor                                   | Don Emiliano Ruiz                          | Antagoniste              |
| 2010-2011         | Le Triomphe de l'amour (Triunfo del Amor)       | Dr Heriberto Bernal                        | Co -Protagoniste         |
| 2012              | Amor Bravío                                     | Don Héctor Gutiérrez                       | Antagoniste              |
| 2013              | Corazón indomable                               | Don Alejandro Mendoza                      | Rôle De Soutien          |
| 2013              | La tempestad                                    | Commandante Fulgencio Salazar              | Co-Protagoniste          |
| 2014-2015         | Hasta el fin del mundo                          | Don Francisco Fernández                    | Protagoniste             |
| 2015-2016         | A que no me dejas                               | Don Osvaldo Terán                          | Co-Protagoniste          |
| 2016              | les amazonas (Las amazonas)                     | Don Victoriano Santos                      | Protagoniste             |
| 2017              | En tierras salvajes                             | Don Arturo Otero                           | Antagoniste              |
| 2019              | Ríngo                                           | Don Oscar Villar                           | Protagoniste             |
| 2020              | Vencer el miedo                                 | Don Horacio Cufuentes                      | Rôle de Soutien          |
| 2020              | Te doy la vida                                  | Don Nelson López                           | Co-Protagoniste          |
| 2020-2021         | Quererlo todo                                   | Don Aurelio Rodríguez                      | Apparence spéciale       |
| 2021              | ¿Qué le pasa a mi familia?                      | Don Jesús Rueda                            | Protagoniste             |
| 2022              | ’’S.O.S me estoy enamorando’’                   | Don Leopoldo Fernandez                     | Co-Protagoniste          |
| ’’El último rey’’ | Commandante Francisco Manjarrez                 | Antagoniste Principal                      |                          |
| 2023              | ‘’Perdona nuestros pecados (telenovela, 2023)’’ | Don Hector Morales                         | Protagoniste             |

### Séries et Théâtre
| Année     | Titre                                 |
| --------- | ------------------------------------- |
| 1993      | Día y Noche                           |
| 1998-1999 | Tú mientes, yo miento, todos mentimos |
| 2004      | Trampa de Muerte                      |
| 2006-2007 | Cartas de Amor                        |